# Vrhe (Slovenj Gradec)
Vrhe (pronuncia [ˈʋəɾxɛ]) è un insediamento (naselje) di 295 abitanti, della municipalità di Slovenj Gradec nella regione statistica della Carinzia in Slovenia.
L'area faceva tradizionalmente parte della regione storica della Stiria, ora invece è inglobata nella regione della Carinzia.